# Лог при Врховем
Лог при Врховем (словен. Log pri Vrhovem, је насељено место у словеначкој општини Радече у покрајини Долењска која припада Посавској регији. До јануара 2014. припадало је Савињској регији.
Налази се на надморској висини 217,9 м, површине 1,52 км². Приликом пописа становништва 2011. године насеље је имало 88 становника. 

## Име
Назив насеља је промењен из Лог  у Лог при Врховем 1953. године. 

## Град Еркештајн
У насељу се налазе остаци дворца из 12. века познатог као Град Еркенштајн. Делимично је уништен средином 15. века, а напуштен у 17. веку након што је спаљен од побуњених сељака 1635.